# مار موش‌خوار شرقی
مار موش‌خوار شرقی (نام علمی: Pantherophis alleghaniensis) نام یک گونه از تیره قمچه‌ماران است.